# Лукин, Сергей Георгиевич
Сергей Георгиевич Лукин (9 [21] сентября 1894, Москва, Российская империя — 2 сентября 1948, Москва, РСФСР) — советский государственный деятель, народный комиссар, министр лёгкой промышленности СССР (1939—1947).

## Биография
Родился в рабочей семье. Образование среднее, в 1912 г. окончил техническое училище при «Трёхгорной мануфактуре».
С 1910 г. — слесарь по ремонту ткацких станков на фабрике «Трехгорная мануфактура».
- 1919—1928 гг. — на фабрике «Трёхгорная мануфактура», в Краснопресненском хлопчатобумажном тресте, заместитель директора

«Ярцевской мануфактуры», «Трёхгорной мануфактуры»,
- 1928—1929 гг. — директор «Трёхгорной мануфактуры»,
- 1929—1930 гг. — директор текстильной фабрики имени Октябрьской Революции,
- 1930—1937 гг. — директор «Дедовской мануфактуры»,
- 1937—1939 гг. — нарком легкой промышленности РСФСР.
- 1939—1947 гг. — народный комиссар (с марта 1946 г. — министр) легкой промышленности СССР.
- с 1947 г. — заместитель министра легкой промышленности СССР.

Член РКП(б) с 1925 г. Член Центральной Ревизионной Комиссии ВКП(б) с 1939 г. Депутат Верховного Совета СССР 2 созыва.

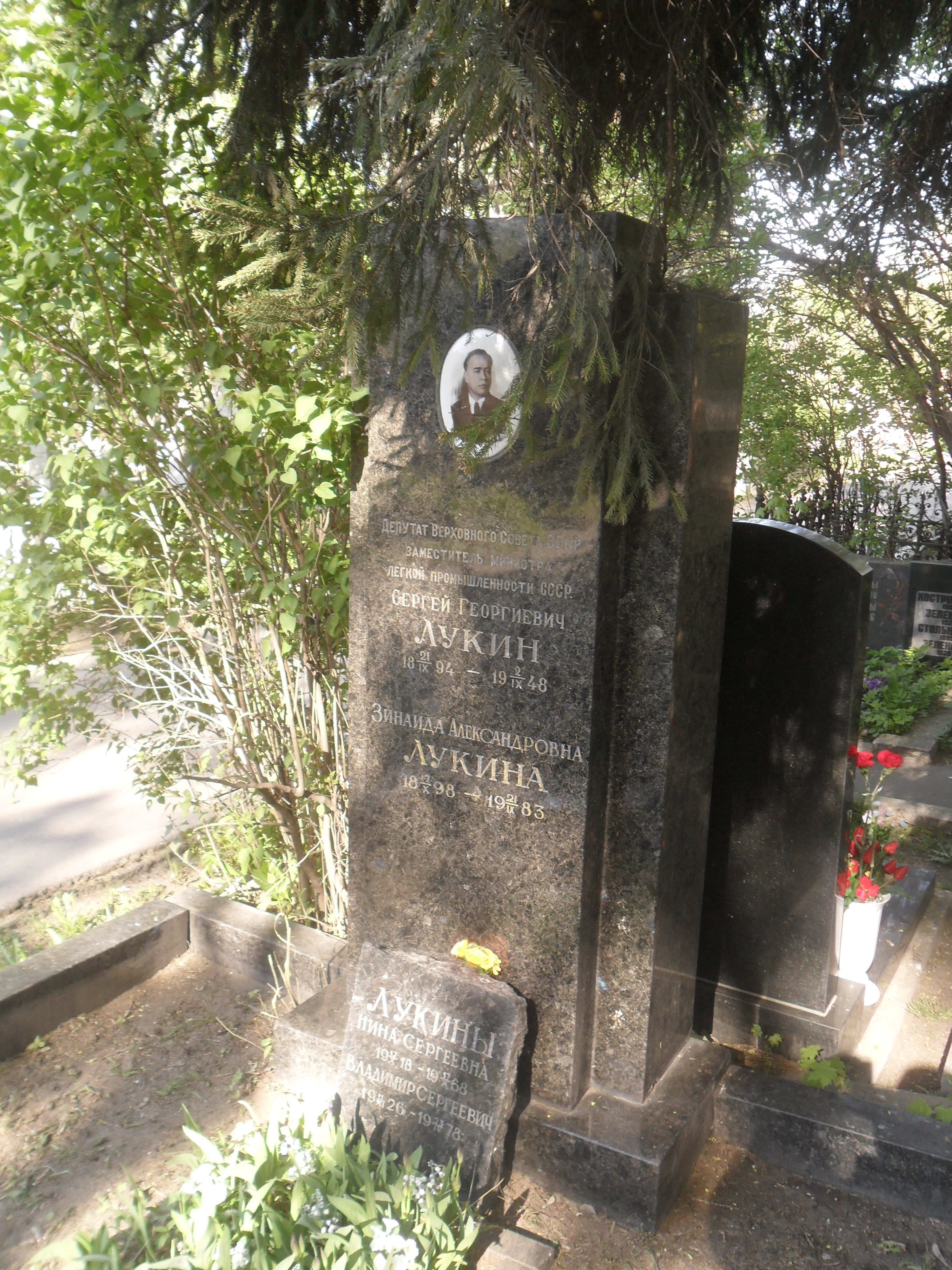
Могила Лукина на Новодевичьем кладбище Москвы.

Похоронен в Москве на Новодевичьем кладбище.

## Награды и звания
3 ордена Ленина:
1. 20.07.1940 — за перевыполнение плана 1939 года, успешную работу и проявленную инициативу в деле выполнения специальных заказов Правительства